# Austintown
Austintown – jednostka osadnicza w USA, w stanie Ohio, w hrabstwie Mahoning, w gminie Austintown. Według danych z 2000 roku miejscowość miała 31627 mieszkańców.